# When Love Comes to Town
When Love Comes to Town is een nummer van de Ierse band U2.
Het nummer verscheen samen met de nummers Dancing Barefoot en God Part II als cd maxi single op 3 april 1989 en werd ook op vinylsingle uitgebracht. Het nummer is door Bono geschreven voor B.B. King.

## Achtergrond
Het nummer verscheen ook op de dvd en het album Rattle and Hum. U2 werd tijdens het concert op 24 november 1987 in Fort Worth in Texas bijgestaan door B.B. King en zijn band. 's Ochtends hadden ze het nummer voor het eerst gezamenlijk geoefend. De studioversie van WLCTT is opgenomen in de Sun Studios in Memphis.
Tijdens het Smile Jamaica concert op 16 oktober 1988 in Londen werd U2 bijgestaan door Keith Richards, de gitarist van The Rolling Stones.
Omdat het nummer voor B.B. King is geschreven, heeft hij het zelf tijdens optredens ook vaak gespeeld, onder andere in duet met Melissa Etheridge in 1999.
De single werd een hit in de Verenigde Staten, Oceanië en een deel van Europa. In U2's thuisland Ierland werd zelfs de nummer 1-positie bereikt en in het Verenigd Koninkrijk werd de 6e positie in de UK Singles Chart bereikt. In de Verenigde Staten werd de 68e positie bereikt in de Billboard Hot 100.
In Nederland werd de single veel gedraaid op de nationale radio en werd een radiohit in de destijds twee hitlijsten. De single bereikte de 9e positie in de Nederlandse Top 40 en de 10e positie in de Nationale Hitparade Top 100.
In België werd de 16e positie bereikt in de Vlaamse Ultratop 50 en de 20e positie in de Vlaamse Radio 2 Top 30.

## Covers
De volgende artiesten hebben het nummer gecoverd:
- Royal Philharmonic Orchestra
- Studio 99
- Bryan Sutton
- Fat White Weirdo In A Cadillac
- Herbie Hancock met Joss Stone en Jonny Lang

## NPO Radio 2 Top 2000
| Nummer met noteringen in de NPO Radio 2 Top 2000 | '15 | '16 | '17  | '18  | '19  | '20  | '21  | '22  | '23  | '24  |
| ------------------------------------------------ | --- | --- | ---- | ---- | ---- | ---- | ---- | ---- | ---- | ---- |
| When Love Comes to Town                          | 749 | 954 | 1099 | 1104 | 1123 | 1091 | 1212 | 1330 | 1268 | 1372 |

1. ↑  Een vetgedrukt getal geeft de hoogste notering aan.
2. ↑  2015 was het eerste jaar met een notering voor dit nummer.

Bono · The Edge · Adam Clayton · Larry Mullen jr.